# Joachim Ringelnatz
Joachim Ringelnatz (pseudonimo di Hans Gustav Bötticher) (Wurzen, 7 agosto 1883 – Berlino, 17 novembre 1934) è stato uno scrittore, cabarettista e pittore tedesco, conosciuto soprattutto per le sue poesie umoristiche.

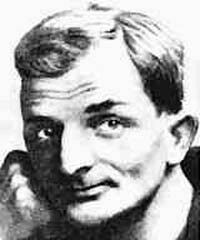
Joachim Ringelnatz

Dopo aver prestato servizio militare in marina durante la prima guerra mondiale, cominciò a declamare i suoi componimenti satirici nei locali di Berlino. Si trattava di poesie basate su giochi di parole e su doppi sensi, a contenuto polemico e talvolta apertamente sovversivo. Il personaggio ricorrente in questi componimenti era il marinaio Kuddel Daddeldu, una sorta di alter ego antiautoritario e anarchico.
Per questo, il regime nazista bollò la sua arte come "degenerata".
Ringelnatz ha lasciato numerose raccolte di poesie, alcuni lavori di prosa, opere narrative autobiografiche e libri per bambini. Molte delle sue opere figurative sono andate distrutte durante la seconda guerra mondiale.